# Geissaspis
Genre
Classification phylogénétique
Geissaspis est un genre de plantes à fleurs dicotylédones de la famille des Fabaceae, sous-famille des Faboideae, originaire d'Asie du Sud, qui comprend quatre espèces acceptées.

## Liste d'espèces
Selon The Plant List (12 octobre 2018) :
- Geissaspis cristata Wight & Arn.
- Geissaspis keilii De Wild.
- Geissaspis psittacorhyncha (Webb) Taub.
- Geissaspis tenella Benth.